# Gerson Rodas
Gerson Daniel Rodas Leiva (San Pedro Sula, 6 luglio 1990) è un calciatore honduregno, centrocampista dell'Honduras Progreso.